# Bộ Kế hoạch (Campuchia)
Bộ Kế hoạch (MoP; tiếng Khmer: ក្រសួងផែនការ) là cơ quan chính phủ chịu trách nhiệm lập kế hoạch kinh tế xã hội và quản lý thống kê ở Campuchia. Bộ này bao gồm hai bộ phận chính; Tổng cục Kế hoạch và Viện Thống kê Quốc gia. Bộ Kế hoạch có trụ sở tại Phnôm Pênh.